# Hypocrita hystaspes
Hypocrita hystaspes är en fjärilsart som beskrevs av Butler 1871. Hypocrita hystaspes ingår i släktet Hypocrita och familjen björnspinnare. Inga underarter finns listade i Catalogue of Life.